# Psephotus chrysopterygius
Psephotus chrysopterygius là một loài chim trong họ Psittacidae.